# 志賀正浩
志賀 正浩（しが まさひろ、1947年〈昭和22年〉9月13日 - ）は、日本のタレント、テレビ司会者、実業家。音楽プロダクションである株式会社ポルマーニの代表取締役社長。フォー・セインツに所属するフォークミュージシャン。
本名 = 宮川 昌浩（みやがわ まさひろ）。東京都出身。成蹊大学卒業。

## 来歴・人物
1980年代前半、テレビ東京系の番組おはようスタジオでは、「志賀ちゃん」と親しまれ、人気者に。子供っぽい動作と、無邪気な司会が特徴。
フォー・セインツは、カレッジフォークが全盛の1968年「小さな日記」でデビュー。本名の宮川名義で参加している。1972年に解散後、「フォークローバース」を結成し、「冬物語」で再び脚光を浴び、その後メンバーであった志賀は志願していたDJ・司会の道へ。80年代を中心にラジオ・TVにて活躍する。「ザ・パンチ・パンチ・パンチ」（ニッポン放送）、「ミュージックキャラバン」（TBSラジオ）、「生テレビ！東京探検」（テレビ東京）、「おはようスタジオ」（同）など。「いい旅、ときめき本線」（フジテレビ）などのクイズ解答者、旅番組の案内人などを務める。
「おはようスタジオ」で、レコード「わんぱく宣言」「おんどピコピコ」「いち、にの、さんでI LOVE YOU/世界で今一番」を発売、「わんぱく宣言」は、局地的ではあるが推定通算10万枚近くヒットし、当時のレコード会社（東芝EMI）からは推定5万枚時点でヒット賞を貰っている。また「おんどピコピコ」は、「テクノ歌謡」オムニバス盤のうちの1曲として、最近も再発されている。
「おはようスタジオ」放送開始前、同じ時期にスタートする裏番組「ズームイン!!朝!」のリポーターとして出演オファーがあったという。しかし、志賀は丁重に断り「おはようスタジオ」の司会に就任、7年余りを務めあげた。
現在は、関西ローカルの番組も含めてテレビ・ラジオなどの出演はしておらず、結婚式などを中心に司会業がメイン。2003年「青春ベストヒット!!　懐かしのカレッジポップス」（BSジャパン）など。また、並行してミュージシャンやパーソナリティのマネジメントを自社プロダクションにて行っている。東京の運転免許試験場では安全運転啓蒙ビデオのナビゲーターで見ることが出来る。
ちなみに社名ポルマーニの由来は「これからも音楽業界で食べていくんなら『アルマーニを着て、ポルシェに乗ろうぜ』ってぐらいの気概をもってやろう」とのこと。
2008年11月18日に、「たてながHAMA大国」（テレビ神奈川）にMCで出演していた縁もあり、「tvk NEWSハーバー」（同）にて12年ぶりに同局に出演し、『80年代フォークロック大全集』（NHK）への出演と『オールナイトニッポン40周年記念コンサート』（渋谷公会堂）、『この街で』（吉祥寺商店街のテーマソング）のリリースで「フォー・セインツ」が再始動したことを明らかにした（メンバーだった上原徹・フジパシフィック音楽出版社長の力による）。また今まで体調を崩し5回の入院を経験したことや網膜剥離の影響により左目を失明していた事を告白。「健康」と書かれた色紙を手に、「40年ぶりに再結成って言いますけど、SPEEDの数年の再結成とはワケが違いますよ。」「やんちゃな自分も大人になりました。」とおどけてみせた。
2016年2月21日にテレビ東京で放送された特番「モヤモヤ映像廃棄センター～こんなVTR新社屋に持って行けません～」にテレビ東京が廃棄してしまった「おはようスタジオ」の録画番組を寄贈するために持参し、自身の番組の熱気ぶりに感心している様を見せていた。

## 出演番組
- テレビ
  - おはようスタジオ（1979年4月 - 1986年6月、テレビ東京）
  - ファミっ子大作戦（1988年、テレビ東京）
  - ファミっ子大集合（テレビ東京）
  - 生テレビ!東京探検（テレビ東京）
  - 「いい旅、ときめき本線」(フジテレビ）
- ラジオ
  - 日立ハローサタデー（文化放送）
  - 志賀ちゃんのミッドもナイト（文化放送）
  - キラ・キラ・サンデーリクエスト（文化放送）
  - 志賀ちゃんのバッチリドッキリ30分（文化放送）
  - ザ・パンチ・パンチ・パンチ（ニッポン放送）

## 音楽作品
※　フォー・セインツの作品に関してはフォー・セインツを参照。

### シングル
| 発売日                                      | 面                | タイトル                      | 規格              | 規格品番          |
| 東芝EMI / Express                           | 東芝EMI / Express | 東芝EMI / Express             | 東芝EMI / Express | 東芝EMI / Express |
| ------------------------------------------- | ----------------- | ----------------------------- | ----------------- | ----------------- |
| 1979年12月1日                               | A                 | わんぱく宣言                  | EP                | ETP-10654         |
| 1979年12月1日                               | B                 | こどものらぶ・そんぐ          | EP                | ETP-10654         |
| 1980年                                      | A                 | おんどピコピコ                | EP                | ETP-17008         |
| 1980年                                      | B                 | ロンリー・ロード              | EP                | ETP-17008         |
| 東芝EMI / トーラスレコード                  |                   |                               |                   |                   |
| 1982年                                      | A                 | いち、にの、さんで I LOVE YOU | EP                | 07TR-1007         |
| 1982年                                      | B                 | 世界で今一番                  | EP                | 07TR-1007         |
| センチュリー・レコード / キャニオンレコード |                   |                               |                   |                   |
| 1984年                                      | A                 | コアラのサンバ                | EP                | 7AC0021           |
| 1984年                                      | B                 | ABC-Dヨロシク                 | EP                | 7AC0021           |